# Kudumallige, Tirthahalli
Kudumallige là một làng thuộc tehsil Tirthahalli, huyện Shimoga, bang Karnataka, Ấn Độ.